# Socha svatého Jana Nepomuckého (Jakubské Předměstí)
Socha svatého Jana Nepomuckého je socha na Jakubském Předměstí, části města Jaroměř v okrese Náchod. Socha je chráněna jako kulturní památka od 3. května 1958. Národní památkový ústav tuto sochu uvádí v katalogu památek pod rejstříkovým číslem 29872/6-1645.

## Popis
Sokl s kopií vrcholně barokní sochy, jejímž autorem je Antonín Wagner ze Dvora Králové, je na původním stanovišti při mostu u vstupu do historického jádra města v Havlíčkově ulici na Jakubském předměstí, originál sochy je v lapidáriu v Bastionu č. 1 v Josefově. Originál sochy z období kolem roku 1740 je připisován okruhu Matyáše Bernarda Brauna, nejspíše Jiřímu Františku Pacákovi. Socha je členitý objekt s kvádrovým soklem se vzedmutou přední stěnou, k níž po stranách přiléhají opěrné zídky. Římsa nahoře přechází do užšího a vyššího soklu zdobeného po stranách volutovými pilastry, vpředu je v plastickém orámování nízký reliéf. Socha světce s hlavou vytočenou vpravo drží v levé ruce svisle krucifix, pravá ruka je mírně upažená a opřená o andílka u světcovy pravé nohy. Socha má bohatou zvlněnou drapérii.